# Visite (film)
Visite is een Nederlandse korte film die is gemaakt in het kader van Kort! 18. De film is opgenomen in een enkel shot en werd uitgezonden door NTR op 29 november 2018. De film werd genomineerd voor de VEVAM Fonds Prijs van het Forum van de Regisseurs  en onder andere vertoond op het filmfestival in Clermont-Ferrand en Zsigmond Vilmos Film Festival in Hongarije.

## Plot
Als zoon Willem bij zijn oude moeder Thea op visite komt ontkent ze eenzaam te zijn en zegt niet te willen verhuizen naar een verzorgingstehuis maar als hij weg is blijkt hoe eenzaam ze werkelijk is.